# Маківська сільська рада (Приазовський район)
| Маківська сільська рада — колишній орган місцевого самоврядування у Приазовському районі Запорізької області з адміністративним центром у с. Маківка. Історична дата утворення: в 1991 році. Водоймища на території, підпорядкованій даній раді: р. Юшанли. Сільській раді підпорядковані населені пункти: - с. Маківка |

## Склад ради
Рада складалася з 12 депутатів та голови.

### Керівний склад ради
| ПІБ                     | Основні відомості                                                                  | Дата обрання | Дата звільнення |
| ----------------------- | ---------------------------------------------------------------------------------- | ------------ | --------------- |
| Добрєв Валерій Карлович | Сільський голова, 1967 року народження, освіта, член Соціалістичної партії України | 26.03.2006   | 31.10.2010      |

Примітка: таблиця складена за даними джерела